# Empoasca ocala
Empoasca ocala är en insektsart som beskrevs av Davidson och Delong 1939. Empoasca ocala ingår i släktet Empoasca och familjen dvärgstritar.
Artens utbredningsområde är Florida. Inga underarter finns listade i Catalogue of Life.